# Regner Badenhausen
Regner Badenhausen (* 30. September 1610 in Kassel; † 7. September 1686 ebenda) war ein deutscher Jurist und von 1685 bis zu seinem Tod Kanzler der Landgrafschaft Hessen-Kassel.

## Jugendjahre
Er war der Sohn des aus Grebenstein gebürtigen Kasseler Juristen Philipp Badenhausen (1573–1645) und dessen Frau Elisabeth (1582–1637), Tochter des aus den Niederlanden stammenden Juristen, Professoren und Geheimen Rats Regner Sixtinus (1543–1617). Er wuchs in Kassel auf und studierte von 1625 bis 1627 Rechtswissenschaften an der Universität in Marburg und danach, als diese im September 1627 an Hessen-Darmstadt fiel, am Collegium Mauritianum in Kassel.
1631 begleitete er den Bruder seiner Mutter, Nicolaus Sixtinus (1585–1669), den Geheimen Rat des Landgrafen Wilhelm V. und späteren Rentkammerpräsidenten, auf einer diplomatischen Mission nach Den Haag und immatrikulierte sich dann an der Universität von Groningen. Erst 1633 kehrte er nach Kassel zurück. In der Folge unternahm er noch mehrmals längere Auslandsreisen, u. a. nach Frankreich und nach Wien.

## Laufbahn
Spätestens ab 1643 stand Badenhausen als Jurist und Diplomat im Dienst der Landgrafenwitwe Amalie Elisabeth von Hessen-Kassel, die für ihren minderjährigen Sohn Wilhelm VI. die Regentschaft ausübte. Er wurde 1643 zur Reichsdeputiertenversammlung nach Frankfurt entsandt und 1644 zum Regierungsrat ernannt. Gemeinsam mit dem Hofmarschall Jakob von Hoff († 1671) wurde er im Februar 1646 nach Schweden entsandt, wo er dann bis 1650 als Resident blieb. 1652 vertrat er Hessen-Kassel mit dem Geheimratspräsidenten Adolph Wilhelm von Krosigk (1609–1657) auf dem Reichstag in Regensburg, und ab 1655 war er elf Jahre lang der Vertreter Hessen-Kassels bei der Reichsdeputation in Frankfurt.
Ab Herbst 1655 war Badenhausen dann gemeinsam mit Johann Caspar von Dörnberg (1616–1680) und Sebastian Friedrich Zobel (1617–1671) im Auftrag des Landgrafen Wilhelm VIII. an den Verhandlungen zur Bildung des Rheinischen Bunds beteiligt, die im August 1658 erfolgreich abgeschlossen wurden. Zobel und Badenhausen (seit 1656 Geheimer Rat), die beiden Hessen-Kasseler Signatoren, bestätigten den Rheinbundvertrag und den französischen Beitrittsvertrag jedoch erst in der vierten Augustwoche, nachdem sie von den französischen Vertretern eine Zahlungsverpflichtung über 1.169.434 Livres (ca. 400.000 Reichstaler) an noch immer an Hessen-Kassel ausstehenden Subsidienzahlungen (nebst Zinsen) aus früheren Bündnissen erhalten hatten.
Badenhausen blieb bis zu seinem Tod in landgräflichem Dienst, betraut mit zahlreichen diplomatischen Aufträgen. 1660 und 1663 unterzeichnete er für Hessen-Kassel die Verlängerungen des Rheinbundes, 1667 und 1672 die jeweils in Braunschweig geschlossenen Defensivallianzen. Er war bereits 75 Jahre alt, als er 1685 von Landgraf Karl zum Kanzler ernannt wurde. Er starb ein Jahr später, am 7. September 1686.

## Ehen und Nachkommen
1649 starb seine erste Frau (1622–1649), Tochter des Kasseler Juristen und Rats und königlich-schwedischen Geheimrats und Gesandten Hermann Wolff. Die Ehe war kinderlos. Am 2. Dezember 1650 heiratete er Elisabeth († 1676), Tochter des Juristen Reinhard Klein. Dieser Ehe entstammten zwei Töchter, die beide Kasseler Ministeriale heirateten: 
- Marie Elisabeth, ⚭ Justin Eckhard Motz (1643–1723), Hessen-Kasseler Vizekanzler
- Elisabeth, ⚭ Nikolaus Wilhelm Goddaeus (1646–1719), Hessen-Kasseler Komitialgesandter und Kanzler